# Novacene, Plevna
Novacene (în bulgară Новачене) este un sat în comuna Nikopol, regiunea Plevna,  Bulgaria. 

## Demografie
Componența etnică a satului Novacene
     Bulgari (87,45%)
     Turci (2,75%)
     Romi (5,1%)
     Nicio identificare (4,26%)
     Altele (0,41%)
La recensământul din 2011, populația satului Novacene era de 1.196 locuitori. Din punct de vedere etnic, majoritatea locuitorilor (87,45%) erau bulgari, existând și minorități de romi (5,1%) și turci (2,75%). Pentru 4,26% din locuitori nu este cunoscută apartenența etnică.